# Yrjö Puhakka
Yrjö Wilhelm Puhakka, född 5 september 1888 i Juga, död 28 februari 1971 i Helsingfors, var en finländsk jurist och politiker.
Puhakka blev juris utriusque doktor 1920. Han verkade 1913–1922 som advokat i Sordavala, var riksdagens justitieombudsman 1925–1928 och ledamot av Lagberedningen 1929–1945 samt 1955, vd för Affärsarbetsgivarnas i Finland centralförbund 1945–1958. Han var riksdagsman (Samlingspartiet) 1927 och 1929–1930, inrikesminister 1932–1937 och justitieminister 1954.